# Waisenberg
Waisenberg – wzgórze w północno-wschodniej części Frankfurtu nad Odrą, we wschodniej części dzielnicy Kliestow, nieopodal drogi krajowej B112 (po jej wschodniej stronie).
Wysokość wzgórza wynosi 52,7 m.